# Manic Pixie Dream Girl
Manic Pixie Dream Girl (MPDG) is een archetype. Het wordt gebruikt in literatuur en toneel, maar vooral in de film.
Filmcriticus Nathan Rabin bedacht de term na het zien van Kirsten Dunst in Elizabethtown.
Een Manic Pixie Dream Girl helpt de man bij zijn zoektocht naar geluk, zonder eigen geluk na te streven.

## Voorbeelden
MPDGs zijn personages met excentrieke persoonlijkheden. Ze zijn vaak erg meisjesachtig en gedragen zich kinderlijk. Ze doen dienst als romantische interesse voor de (mannelijke) protagonist, die vaak ongelukkig of depressief is.

### Film
- Kirsten Dunst in Elizabethtown
- Natalie Portman in Garden State
- Audrey Hepburn in Breakfast at Tiffany's
- Charlize Theron in Sweet November
- Winona Ryder in Autumn in New York
- Zooey Deschanel in (500) Days of Summer
- Zooey Deschanel in New Girl
- Emma Watson in The Perks of Being a Wallflower